# 野田隆
野田 隆（のだ たかし、1952年 - ） は、日本の旅行作家。
日本旅行作家協会理事。とくに鉄道旅行の紀行を手がけている。地域は、ドイツを中心としたヨーロッパと日本を得意としている。また、最近は鉄道マニアの生態を描写したエッセイを発表している。

## 来歴
愛知県名古屋市出身。名古屋市立千種台中学校、愛知県立旭丘高等学校を卒業後、早稲田大学法学部に進学し、早稲田大学大学院法学研究科博士前期課程を修了（法学修士）。専攻は国際法。長らく都立高校の英語科教諭を務めていたが、2010年3月で早期退職。以後フリーランスで活動している。
テレビ番組タモリ倶楽部では、架空の鉄人予備校において「北斗星に乗った時の正しい行動の仕方講座」の講師をつとめたが、この内容は著書「テツはこう乗る」（光文社新書）の第3章に基づくものである。

## 著書
- 『ヨーロッパ鉄道と音楽の旅』（近代文芸社） 1993
- 『ドイツ＝鉄道旅物語』（光文社・知恵の森文庫、東京書籍） 1995
- 『北欧＝鉄道旅物語』（東京書籍） 1998
- 『ヨーロッパ鉄道旅行の魅力』（平凡社新書） 2003
- 『にっぽん鉄道旅行の魅力』（平凡社新書） 2004
- 『素晴らしき哉、鉄道人生』（ポプラ社） 2005、のち改題大改訂新書版『テツに学ぶ楽しい鉄道旅入門』（ポプラ新書） 2016
- 『列車で巡るドイツ一周世界遺産の旅』（角川oneテーマ21） 2005
- 『にっぽんローカル鉄道の旅』（平凡社新書） 2005
- 『テツはこう乗る 鉄ちゃん気分の鉄道旅』（光文社新書） 2006、のち改題『鉄ちゃんに学ぶ「テツ道」入門』（光文社・知恵の森文庫） 2010
- 『駅を楽しむ! テツ道の旅』（平凡社新書） 2007
- 『乗りテツ大全 ～ 鉄道旅行は3度楽しめ!』（平凡社新書） 2008
- 『貯本日本』（監修、ポプラ社） 2009
- 『一度は乗りたい絶景路線 カラー版』（平凡社新書） 2009
- 『旅が10倍面白くなる観光列車 - SLからイベント列車まで』（平凡社新書） 2011
- 『出張ついでのローカル線』（メディアファクトリー新書） 2011
- 『定年からの鉄道ひとり旅』（洋泉社新書ｙ） 2012
- 『定年からの鉄道旅行のススメ（洋泉社新書ｙ） 2013
- 『にっぽん鉄道100景』（平凡社新書） 2013
- 『テツはこんな旅をしている』（平凡社新書） 2014
- 『テツ道のすゝめ』（中日新聞社） 2016
- 『愛知県 駅と路線の謎』（洋泉社新書ｙ） 2016
- 『シニア鉄道旅のすすめ』（平凡社新書） 2018
- 『今すぐ出かけたくなる魅惑の鉄道旅』（産業編集センター） 2019
- 『ニッポンの「ざんねん」な鉄道』（光文社・知恵の森文庫） 2020
- 『シニア鉄道旅の魅力』（平凡社新書） 2021
- 『にっぽんの鉄道150年』（平凡社新書） 2022 - 2023年7月、第5回「旅の良書」に選出

## その他の執筆活動
- 「世界の車窓から」の書籍化、DVDブックに執筆協力
- 「地球の歩き方」by TRAINシリーズでドイツ、北欧、中欧などを担当
- 総合情報サイト「All About（オールアバウト）」の「鉄道」サイトのガイド担当
- 分冊百科「DVDでめぐる世界の鉄道 絶景の旅」（集英社）にコラム連載
- 中日新聞＆東京新聞夕刊文化面の連載記事「テツ道のすゝめ」（2015年10月～同年12月）
- 東洋経済オンライン
- 講談社ウェブサイト「現代ビジネス」
- 「にっぽんの廃線50」（祥伝社新書）で、NHK番組制作班の一員として本文をすべて執筆

ほか

## 放送出演
- グッド!モーニング（テレビ朝日系）
- なないろ日和!（テレビ東京）
- こんにちはいっと6けん（NHK総合テレビ）
- NHK BSアーカイブス（NHKBSプレミアム）
- みのもんたの朝ズバッ!（TBSテレビ）
- トレセン（FMヨコハマ）

「鉄道の日」にちなんだ「鉄道王決定戦」の審査委員長として出演
- お願い!ランキング（テレビ朝日系）

JR東日本のウィークエンドパスで行くローカル線ランキング
- 情報プレゼンター とくダネ!（フジテレビ系）

JR東日本の企画乗車券ツーデーパスを使った5000円乗り放題の旅
- NNN Newsリアルタイム（日本テレビ系）

定額給付金で行くお花見鉄道の旅
- ツー快!お昼ドキッ（CBCラジオ）
- GAKU-Shock（TBSラジオ）
- 日曜喫茶室（NHK-FM）
- タモリ倶楽部（テレビ朝日系）

鉄人予備校：「北斗星」に乗った時の正しい行動の仕方講座
- 吉田照美のやる気MANMAN（文化放送）
- いきいき倶楽部（NHKラジオ第一）
- 5時に夢中(東京MXテレビ）

ほか